# Chính sách thị thực của Barbados

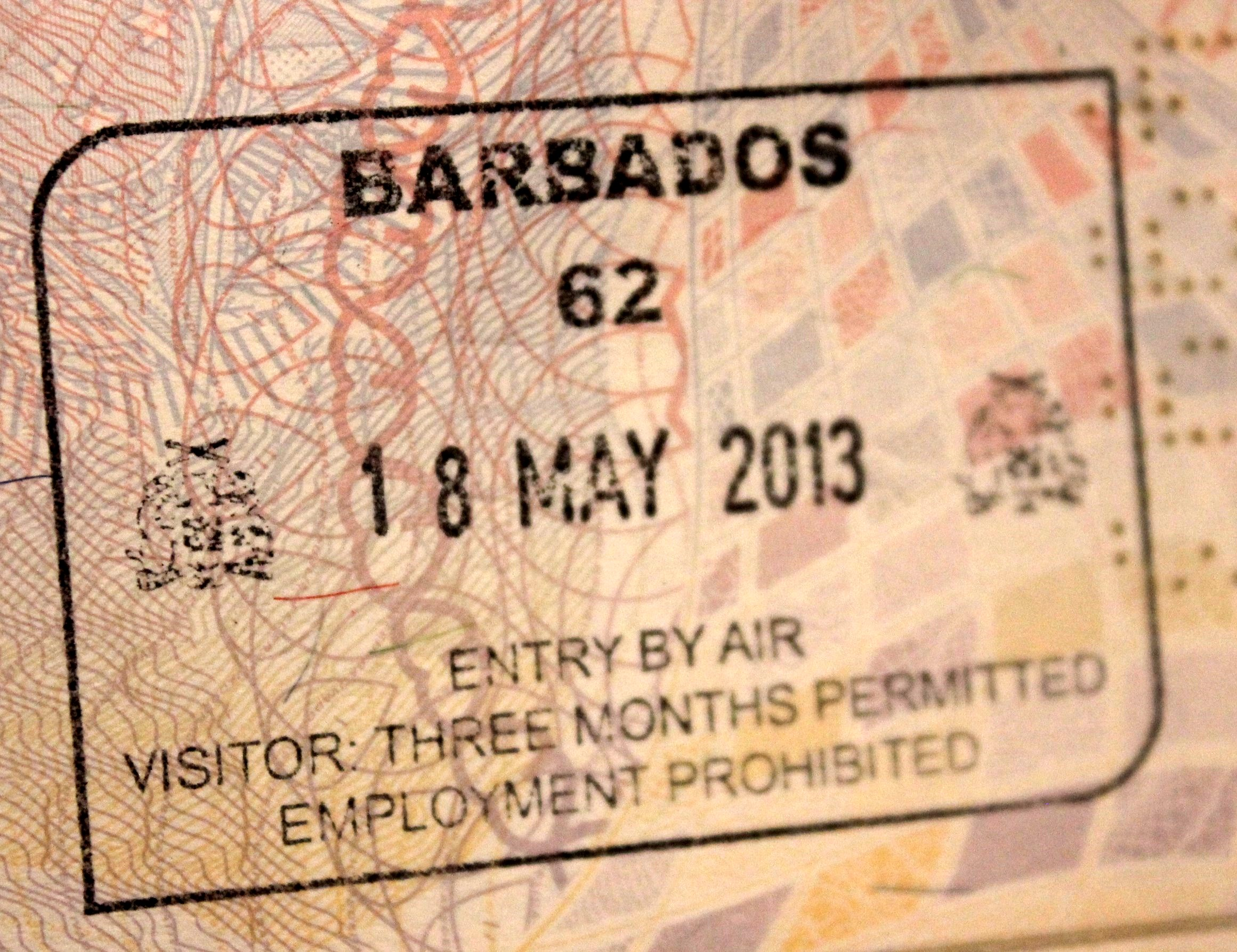
Dấu nhập cảnh Barbados

Thị thực du khách Barbados được cấp cho công dân Ấn Độ tại lãnh sự quán Barbados tại Thành phố New York

Du khách đến Barbados phải xin thị thực từ một trong những phái bộ ngoại giao của Barbados trừ khi họ đến từ một trong những quốc gia được miễn thị thực.

## Bản đồ chính sách thị thực

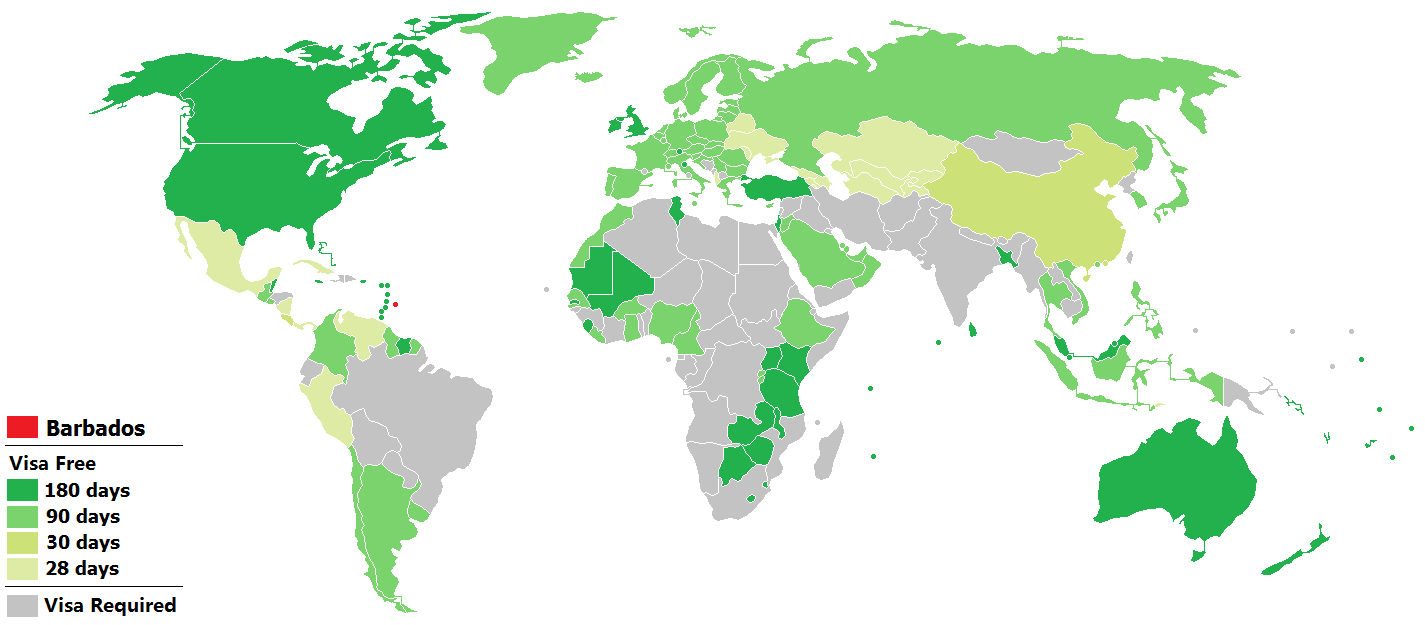
Chính sách thị thực của Barbados
Barbados
Miễn thị thực - 180 ngày
Miễn thị thực - 90 ngày
Miễn thị thực - 30 ngày
Miễn thị thực - 28 ngày
Cần xin thị thực

## Miễn thị thực
Người sở hữu hộ chiếu của các quốc gia và vùng lãnh thổ sau không cần thị thực để đến Barbados:
| - Antigua và Barbuda - Úc - Bahamas - Bangladesh - Belize - Botswana - Brasil - Brunei - Canada - Dominica - Fiji - Gambia - Ghana - Grenada - Guyana - Ireland - Israel - Jamaica - Kenya | - Kiribati - Lesotho - Liechtenstein - Malawi - Malaysia - Maldives - Mali - Mauritania - Mauritius - New Zealand - Nigeria - Samoa - San Marino - Seychelles - Sierra Leone - Singapore - Quần đảo Solomon - Nam Phi - Sri Lanka | - St. Kitts và Nevis - St. Lucia - St. Vincent và Grenadines - Suriname - Swaziland - Tanzania - Tonga - Trinidad và Tobago - Tunisia - Thổ Nhĩ Kỳ - Tuvalu - Anh Quốc - Hoa Kỳ - Uganda - Vanuatu - Zambia - Zimbabwe |  |

| - Tất cả công dân Liên minh Châu Âu1 - Argentina - Chile - Colombia - El Salvador - Hồng Kông - Iceland | - Nhật Bản - Liechtenstein1 - Na Uy - Hàn Quốc - Thụy Sĩ - Uruguay |  |

| - Trung Quốc - Costa Rica |

| - Albania - Armenia - Azerbaijan - Belarus - Cuba - Đông Timor - Gruzia | - Kazakhstan - Kyrgyzstan - Mexico - Moldova - Nga - Nicaragua - Panama | - Peru - Tajikistan - Turkmenistan - Ukraina - Uzbekistan - Venezuela |  |

Ngoài ra, công dân của  Somalia sở hữu Titre de Voyage được cấp bởi Anh Quốc được miễn thị thực lên đến 28 ngày.

### Hộ chiếu ngoại giao và công vụ
Người sở hữu hộ chiếu ngoại giao hoặc công vụ của Haiti được miễn thị thực đến Barbados.

## Quá cảnh
Người sở hữu hộ chiếu của bất cứ quốc gia nào đều có thể quá cảnh tại Barbados trong vòng 12 tiếng, trừ công dân của Algérie và Maroc, họ phải xin thị thực quá cảnh.